# クワドォー・オポク
クワドォー・オポク（Kwadwo Opoku, 2001年7月13日 - ）は、ガーナ・アクラ出身のサッカー選手。メジャーリーグサッカー・CFモントリオール所属。ポジションはFW。

## 経歴
ガーナのアクラで生まれ、アットラム・ドゥ・ヴィッセル・サッカー・アカデミーでキャリアをスタートさせた。その後はアメリカに渡り、2020年10月6日、メジャーリーグサッカーのロサンゼルスFCと契約した。同年10月11日、シアトル・サウンダーズFC戦でプロデビューを飾った。
2020年12月16日、CONCACAFチャンピオンズリーグ2020のクルス・アスル戦でボレーシュートを決め、プロ初ゴールを飾った。

## タイトル
ロサンゼルスFC
- MLSカップ：2022
- サポーターズ・シールド：2022